# Nguyễn Văn Tây
Nguyễn Thanh Sơn (5 tháng 11 năm 1910-9 tháng 1 năm 1996) là đảng viên Đảng Cộng sản Đông Dương, Bí thư Xứ uỷ Nam Kỳ, Thứ trưởng Bộ Tài chính Việt Nam, Đại tá Quân đội nhân dân Việt Nam.

## Tiểu sử
Nguyễn Thanh Sơn tên thật là Nguyễn Văn Tây, sinh tại ấp Trà Ngoa, làng Trà Côn, quận Cầu Kè, tỉnh Cần Thơ (nay là xã Trà Côn, huyện Trà Ôn, tỉnh Vĩnh Long).
Thuở nhỏ ông học ở trường làng, sau đó theo học trường Collège de Cần Thơ.

## Hoạt động cách mạng
Năm 1926, khi còn đang theo học ở trường trường Collège de Cần Thơ, ông tham gia hoạt động cách mạng.
Tháng 6/1927, ông được tổ chức cử sang dự lớp huấn luyện chính trị khoá III Hội Việt Nam Cách mạng Thanh niên do Nguyễn Ái Quốc mở ở Quảng Châu (Trung Quốc).
Trong thời gian dự khoá huấn luyện ở Quảng Châu, Nguyễn Thanh Sơn được kết nạp vào tổ chức Việt Nam Thanh Niên Cách mạng Đồng chí Hội do Nguyễn Ái Quốc sáng lập. Xong khoá huấn luyện, ông trở về nước hoạt động, được tổ chức phân công về vùng Cao Lãnh, Sa Đéc (nay thuộc Đồng Tháp) hoạt động tuyên truyền hội viên. Tại đây, ông đứng ra tuyên truyền vận động cách mạng trong giới học sinh, trí thức, thợ thuyền.
Trung tuần tháng 9 năm 1929, tại Bình Thủy (Cần Thơ) một cuộc hội nghị thành lập Đặc uỷ An Nam Cộng sản Đảng Hậu Giang do ông Châu Văn Liêm, Bí thư lâm thời Trung ương An Nam Cộng sản Đảng chủ trì. Hội nghị bầu ra Ban chấp hành đặc uỷ Hậu Giang đầu tiên gồm có: Ung Văn Khiêm, Hà Huy Giáp, Nguyễn Văn Tây (Nguyễn Thanh Sơn), Lê Văn Sô, Nguyễn Văn Trí do ông Ung Văn Khiêm làm Bí thư. Ông được phân công phụ trách vùng Sa Đéc, Cao Lãnh. Tại đây, ông xây dựng được một chi bộ An Nam Cộng sản Đảng.
Tháng 2 năm 1930, Đảng Cộng sản Việt Nam được thành lập, ngay sau đó chi bộ Đảng cộng sản vùng Cao Lãnh cũng được chính thức thành lập, gồm có 3 đảng viên: Nguyễn Văn Tây, Nguyễn Văn Thiệt, Trần Thị Thơ. Ông làm Bí thư.
Để hỗ trợ công tác, ông tiếp tục phát triển tờ báo "Lao Nông" (được phát hành bí mật từ thời kì An Nam cộng sản Đảng).
Thực hiện nhiệm vụ chi bộ đề ra, các đảng viên phân công nhau về địa phương tuyên truyền gây dựng cơ sở cho hội, hướng dẫn quần chúng đấu tranh chống thực dân Pháp đòi quyền dân sinh, dân chủ.
Tháng 5/1930, ông cùng các đảng viên trong chi bộ tổ chức một cuộc biểu tình lớn huy động trên 4.000 người tham dự, với khẩu hiệu "Ngày 1 tháng 5 muôn năm", yêu sách đình thuế hai tháng, phải bỏ các phạt vạ vô lý. Cuộc biểu tình đã gây được ảnh hưởng lớn. Sơ thảo lịch sử Đảng Cộng sản Việt Nam có đánh giá về cuộc biểu tình này là một trong những cuộc biểu tình đã ảnh hưởng lớn đến phong trào trong cả nước.
Sau cuộc biểu tình đó, ông tiếp tục dẫn một lực lượng hỗ trợ cho một số cuộc biểu tình khác ở Long Xuyên, Cần Thơ. Sau đó, ông được trên phân công về chỉ đạo phong trào cách mạng ở các tỉnh miền Đông Nam Bộ.
Tháng 6/1930, ông được cử làm Bí thư tỉnh Gia Định.
Đến tháng 2/1931, ông được cử giữ chức Bí thư Xứ uỷ Nam kỳ. Cuối tháng 4/1931, ông bị bắt, bị kết án tù chung thân khổ sai, đày ra Côn Đảo.
Năm 1936, Mặt trận bình dân Pháp lên cầm quyền, ban bố một số quyền tự do dân chủ, ân xá chính trị phạm, ở trong nước phong trào đấu tranh công khai đòi quyền dân sinh, dân chủ, đòi thả tù chính trị phạm phát triển mạnh. Trước các phong trào đấu tranh đó và Mặt trận bình dân Pháp đang thắng thế, nhà cầm quyền Pháp buộc phải thả một số tù chính trị phạm, ông và hàng trăm chiến sĩ cách mạng bị đày ra Côn Đảo được trả tự do.
Trở về đất liền, ông tham gia hoạt động công khai tại Sài Gòn, tổ chức nhà xuất bản " Tiền phong thơ xã ", xuất bản báo " Avant-Garde ", tờ báo của Trung ương Đảng cộng sản Đông Dương lúc bấy giờ. (sau đổi là Le Peule: Báo Dân Chúng), chủ nhiệm tờ " Đông Dương tạp chí ". Tạp chí này xuất bản theo Chỉ thị của đồng chí Nguyễn Văn Cừ - Tổng Bí thư của Đảng lúc đó.
Từ tháng 9/1939, ông rút vào hoạt động bí mật, hoạt động ở vùng Tri Tôn, Bảy Núi, U Minh Thượng. Sau khởi nghĩa Nam Kỳ, địch ra sức khủng bố, cơ sở Đảng, cách mạng từ trên xuống hầu như bị tan vỡ. Đầu năm 1941, cơ sở Đảng, cách mạng dần dần hồi phục. Giữa năm 1941, Liên tỉnh uỷ Hậu Giang được thành lập đồng chí Bùi Văn Dự làm Bí thư, Nguyễn Truyền Thanh (Ba Lê) làm Phó bí thư, ông giữ nhiệm vụ Uỷ viên Liên tỉnh.
Đầu năm 1945, ông làm Bí thư liên tỉnh uỷ Hậu Giang, xứ uỷ viên xứ uỷ Nam Kỳ, chỉ đạo tổng khởi nghĩa Cách mạng Tháng Tám năm 1945 ở các tỉnh miền Tây.

## Hoạt động trong thời gian kháng chiến chống Pháp
Cách mạng Tháng Tám năm 1945 thành công, ông là Xứ uỷ viên, Uỷ viên uỷ ban hành chánh Nam bộ. Đến tháng 10/1945, Xứ uỷ mới được thành lập trên cơ sở thống nhất giữa hai hệ thống Đảng Tiền Phong và Giải phóng do ông Tôn Đức Thắng làm Bí thư. Xứ uỷ mới cử ông Nguyễn Văn Cúc (Mười Cúc tức đồng chí Nguyễn Văn Linh) Xứ uỷ viên làm Bí thư liên Tỉnh uỷ Hậu Giang, ông Nguyễn Thanh Sơn chuyển xuống làm Phó bí thư.
Tháng 1/1946, ông là đại biểu Quốc hội Việt Nam khoá I, đơn vị tỉnh Trà Vinh, đến tháng 6/1946, ông được phân công Chánh thanh tra chính trị miền Tây, Uỷ viên uỷ ban kháng chiến Nam bộ. Năm 1947, ông là Xứ uỷ viên Nam Bộ, Phó chủ tịch Uỷ ban kháng chiến miền Nam Việt Nam chuyên trách về các vấn đề kháng chiến Nam Bộ.
Năm 1948, ông là Xứ uỷ viên, uỷ viên quân sự, rồi uỷ viên ngoại vụ, Uỷ ban kháng chiến hành chánh Nam Bộ. Đến tháng 12/1949, ông là Uỷ viên Ban tiếp vận Trung ương, phụ trách công tác tiếp vận bằng đường biển từ Băng Cốc (Thái Lan) qua Campuchia về các quân khu Nam Trung Bộ và Liên khu 5. Sau đó ông được Trung ươngg cử làm trưởng đoàn phụ trách tổ chức chi viện cho cách mạng Campuchia, trong số thành viên của đoàn có ông Sơn Ngọc Minh, ông Tou Samouth (về sau ông Sơn Ngọc Minh là Tổng Bí thư Đảng cộng sản Campuchia). Ông được giao nhiệm vụ đại diện cho Xứ uỷ Nam bộ đi thống nhất Đảng bộ Campuchia với Ban cán sự Đảng ở Thái Lan.
Năm 1950-1954, ông là Xứ uỷ viên Nam bộ; Bí thư ban cán sự Đảng bộ ĐCS Đông Dương kiêm Tư lệnh và Chính uỷ tình nguyện quân Việt Nam tại Campuchia. Đại biểu Bộ Tổng tư lệnh trong phái đoàn quân sự Việt Nam tại Giơnevơ. Trưởng phái đoàn Bộ Tổng tư lệnh Quân đội nhân dân Việt Nam trong Uỷ ban Liên hiệp đình chiến Việt Nam-Campuchia. Phó trưởng ban Lào-Campuchia Trung ương.

## Hoạt động trong ngành tài chính
Từ tháng 4/1958, đến tháng 9/1976, ông giữ chức Thứ trưởng Bộ Tài chính, Bí thư Đảng Đoàn Bộ. Ông đã dẫn đoàn Đại biểu Bộ Tài chính nước ta đi khảo sát và học tập rút kinh nghiệm về công tác tài chánh tại các nước Liên Xô, Trung Quốc; Trưởng phái đoàn chính phủ Việt Nam Dân chủ Cộng hoà tại Hội nghị Bộ trưởng Tài chính 12 nứơc xã hội chủ nghĩa ở thủ đô Pra-ha (Tiệp Khắc)...
Ông góp phần kiện toàn và phát triển ngành tài chính Việt Nam, xây dựng hệ thống Đại học tài chính Trung ương, Trung học kinh tế Tài chính cho 17 tỉnh, tổ chức quản lý ngoại tệ, bảo hiểm Việt Nam.
Tháng 10/1976, ông nghỉ hưu, về sinh sống cùng gia đình tại số nhà 198 Nam Kỳ Khởi Nghĩa, phường 6 quận 3 Thành phố Hồ Chí Minh. Tuy nghỉ hưu, nhưng ông vẫn làm việc, đóng góp các vấn đề chiến lược với Trung ương từ Đại hội Đảng Cộng sản Việt Nam lần thứ V, VI, VII cũng như một số Hội nghị Trung ương, đồng thời giúp tư liệu cho công tác lịch sử Đảng Thành phố Hồ Chí Minh và một số tỉnh Nam Bộ.
Ngày 9/1/1996, ông mất tại Thành phố Hồ Chí Minh, thọ 86 tuổi.

## Vinh danh
Gần 40 năm hoạt động cách mạng, ông đã được Đảng và Nhà nứơc Việt Nam tặng thưởng: Huân chương Sao Vàng, Huân chương Hồ Chí Minh, Huân chương Độc lập hạng III, Huân chương Kháng chiến chống Mỹ cứu nứơc hạng I, Huân chương Chiến thắng hạng I, Huân chương Kháng chiến chống Pháp hạng I, Huân chương " Quân kỳ quyết thắng ", Huy chương Thành đồng Tổ quốc, Huy hiệu 40 năm và 50 năm tuổi Đảng và nhiều Huy chương, Huy hiệu khác.